# Charles Burguet (architecte)
Pour les articles homonymes, voir Charles Burguet (homonymie) et Burguet.
Charles Bernard Burguet, né le 10 décembre 1821 et mort le 9 mars 1879 à Bordeaux, est un architecte français et l'une des figures majeures de l'architecture municipale de la ville de Bordeaux. En 1842, il entre à l'École des Beaux-Arts de Paris. Élève d’Hippolyte Lebas, il est nommé architecte de la ville de Bordeaux en 1850.
Durant trente ans, il contribue au renouvellement du néo-classicisme bordelais, grâce à ses travaux, tels que la construction de différents édifices importants de la ville : le Musée de Beaux-Arts, le Château Palmer et l'ancienne école de médecine et de chirurgie de Bordeaux.
Ses activités comprenaient également des restaurations, notamment celles du fleuron du Grand Théâtre, où il travaille aux côtés du théoricien et praticien de la restauration, Eugène-Emmanuel Viollet-le-Duc. L'architecte bordelais réalise aussi des transformations comme celles effectuées sur la place de la Comédie ou encore sur les façades sur le Jardin public.
Il est l'introducteur de l'architecture métallique à Bordeaux avec ses dessins pour la reconstruction, en métal, du marché des Grands-Hommes.

## Biographie

### Jeunesse et formation
Charles Bernard Burguet est le fils du médecin Jean Auguste Burguet et d’Alexis Elisabeth Betzy Caillau, domiciliés au n° 41 de la rue Fondaudège à Bordeaux. Charles Burguet s'inscrit dans une lignée d'architectes puisque son grand-père paternel, Bernard Burguet, était lui-aussi architecte de profession.
Charles Burguet est d'abord formé dans l’atelier de son oncle, Jean Burguet (1788-1848), architecte. Le 8 octobre 1842, il obtient une lettre de recommandation pour poursuivre ses études et entrer à l’École royale des Beaux-Arts de Paris où il restera quatre années (1846). Au sein de cette prestigieuse institution, Charles Burguet est le disciple du célèbre architecte français Hippolyte Lebas, professeur d'histoire de l'art qui dispense ses cours à l'École de 1842 à 1856. L'enseignement de ce dernier est parfois critiqué, notamment par la Revue générale de l’architecture et des travaux publics, dirigée par César Daly. En effet, lors de ses enseignements, H. Lebas prend pour modèle, quasi-exclusivement, l’architecture de l’apogée de la période antique, ce qui lui sera reproché.
Charles participe aux concours de 2e classe de l’Ecole royale des Beaux-Arts jusqu’en 1847. Il obtient des médailles dans diverses matières telles que la construction, l’architecture, la perspective ou encore les mathématiques. Malgré de bons résultats, il ne passe pas le concours pour intégrer la 1re classe, ce qui l'empêche de concourir au Grand prix de Rome.
En 1848, il revient travailler à Bordeaux car il est davantage attiré par l’aspect plus pragmatique du métier d’architecte. Il veut être sur le terrain et mettre à profit les innovations matérielles de son époque issues de la Révolution Industrielle. C'est à ce moment qu'il devient architecte municipal de la ville de Bordeaux.

### L'architecte et son «style»
Charles Burguet est l'architecte bordelais à qui l’on doit les plans de l’hôpital Saint-André. Il est alors influencé par le néoclassicisme bordelais de la fin du XVIIIe et du début du XIXe siècle.
Son premier chantier en tant qu’architecte de la ville est celui de l’église Saint-Martial à la fin des années 1840. Le clocher de celle-ci avait été retiré quelques années plus tôt car il présentait une menace pour la sécurité, en partie en raison de la nature marécageuse du sol. En 1851, le conseiller municipal Picard soutient la demande des usagers qui souhaitent un nouveau clocher pour cet édifice. Ainsi, Burguet propose un projet abordable financièrement et parvient en même temps à stabiliser la structure par un ingénieux système de pilotis. Ce clocher ressemble aux exemples parisiens contemporains tels que Notre-Dame-de-Lorette (réalisée par H. Lebas, entre 1823 et 1836).
En 1852, il est confronté à un défi : la construction d’une nouvelle sacristie et la consolidation du chœur pour l’église Saint-Michel. En effet, il n’a pas eu de formation le préparant à travailler sur un édifice de style gothique. Dans un premier temps, il mène une campagne de fouilles lors de laquelle il découvre une ancienne crypte. Il décide ensuite d’installer la nouvelle sacristie à cet emplacement. Il parvient également à restituer l’esprit gothique à travers une attention esthétique poussée. On lui demande ensuite, en 1859, de reconstruire le chœur architectural de l’édifice qui menace de s'effondrer. Il s'implique beaucoup dans ce chantier, tant pour négocier les prix avec les divers fournisseurs que pour apporter une solution efficace au problème. Quelques années plus tard, il réalise aussi dans cette église la réfection des maçonneries. Il prend soin de respecter la véracité historique du lieu et ainsi ne pas dénaturer le style de l’édifice qui illustre le glissement du gothique flamboyant vers la Renaissance.
Entre 1854 et 1856, il transforme le château Palmer en un édifice de style néo-Renaissance s'inspirant du château Pichon-Longueville avec ses quatre tourelles d'angles rondes.
En 1874, il réalise la Faculté de Droit, place Pey-Berland, le premier des trois « palais » universitaires construits à Bordeaux à cette période, avec la faculté de médecine (actuelle faculté de sociologie) et la faculté de lettres (actuel Musée d'Aquitaine).

## Réalisations
Charles Burguet a réalisé de nombreux monuments et a contribué au remaniement de nombreux bâtiments, que ce soit des églises des halles de marchés ou l'architecture de jardins.

### Architecture religieuse (clocher d'église, presbytère)
- Le clocher de l’église Saint-Martial (1839-1840) à Bordeaux.
- La reconstruction de l'église Saint-Michel chœur et sacristie (à partir de 1851).
- Le dépositoire du cimetière de la Chartreuse (1852) à Bordeaux
- Le presbytère de l'église Saint-Pierre, 31-35 rue Leupold (1857)[5].

### Architecture civile

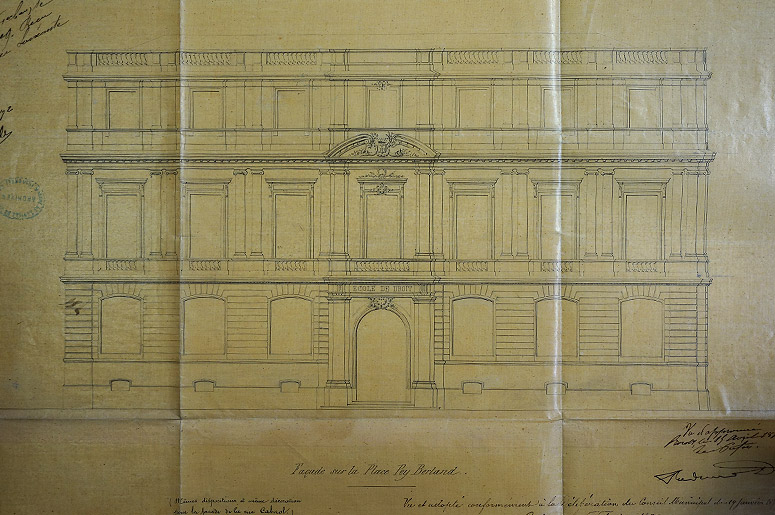
Élévation de la façade principale de la Faculté de droit par Charles Burguet, février 1872. Archives municipales de la ville de Bordeaux.

#### Écoles
- L' école de médecine et de chirurgie de Bordeaux (1852), 42 rue Lalande à Bordeaux.
- La Faculté de droit de Bordeaux (1870).
- L'École Nuyens, dans le quartier de la Bastide (1871).

#### Hôtels
- L'hôtel Calvet ou hôtel des Sociétés savantes, 1 place Bardineau (1851).

#### Hôpitaux
- L'Hôpital St-André (1821-1825) sur la place d’Armes (actuelle place de la République).

#### Institutions culturelles
- Le Musée de Beaux-Arts de Bordeaux (1858-1867).
- La campagne de restauration du Grand-Théâtre (salle de concert, foyer public, salle des Grands Hommes) - Etude de la stabilité du bâtiment.

#### Marchés
- La halle du marché des Grands-hommes (1864), détruite en 1961.
- Le Marché de Lerme (1867).
- Les Halles du marché des Chartrons (1869).
- Le Grand Marché de Bordeaux (1875), détruit dans les années 1950 pour construire le Palais des sports.

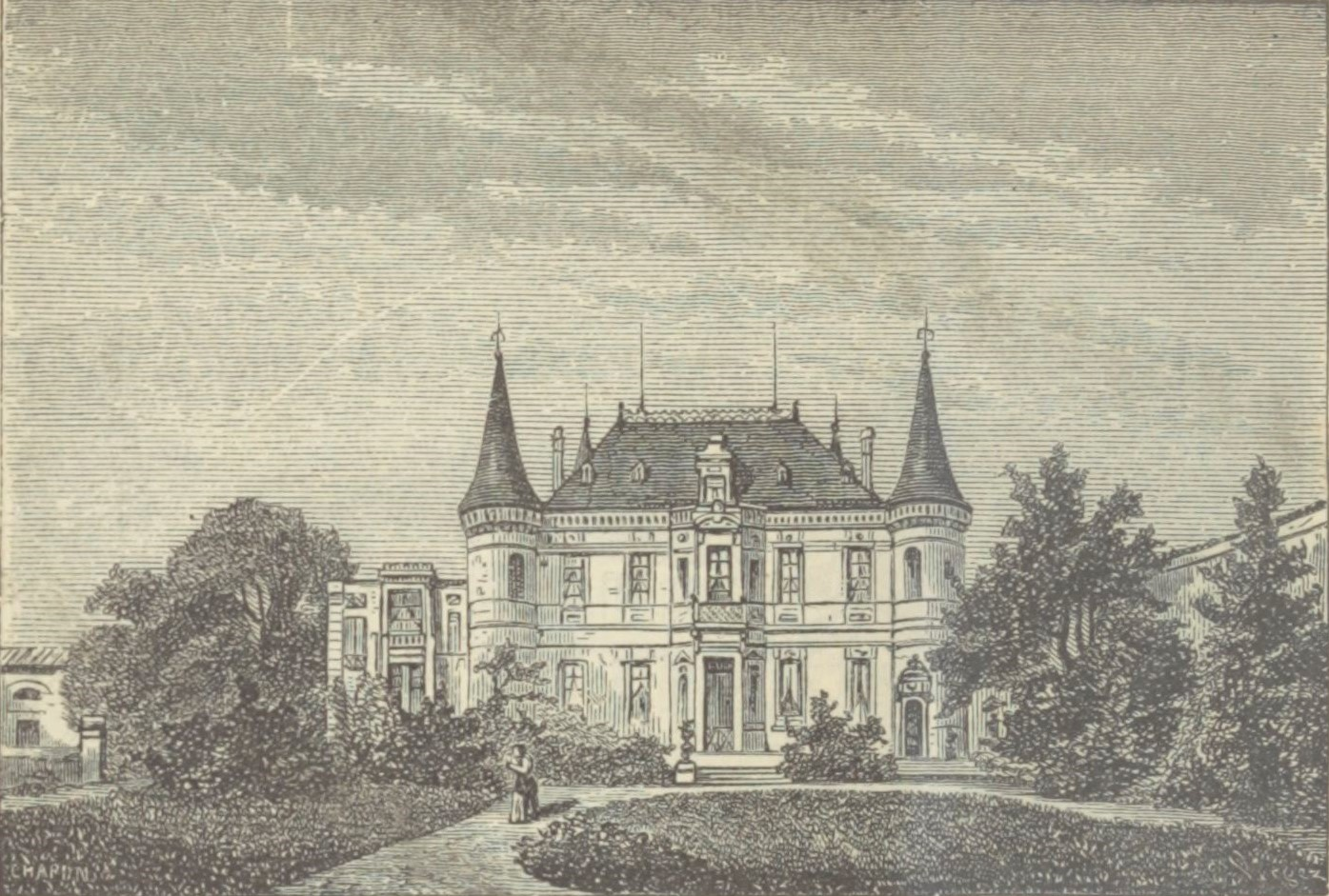
Illustration du Château Palmer en 1898.

#### Palais & châteaux
- Le Château Pichon-Longueville (1850 et 1855) à Pauillac, en Médoc.
- Le Château Palmer (1855) : En 1854, Charles Burguet accepte de construire un édifice néo-classique au cœur des vignes de Palmer sur la commande des Frères Pereire. Le résultat est un palais gréco-romain « déguisé » en château médiéval, caractérisé par un fronton triangulaire, des baies en arc plein cintre et des portes ornées d'éléments en forme d'œufs et de flèches[6].
- Le remaniement de l'arrière du Palais de la Bourse, donnant sur les places Gabriel et Jean-Jaurès (1865).

#### Places publiques
- La Place Tourny (1853) à Bordeaux.
- La fontaine de la place Mériadeck (1867), aujourd'hui située place du Colonel-Raynal.

### Architecture de jardins
- Les serres du Jardin public de Bordeaux (1859), démolies en 1933.

## Galerie

Réalisations
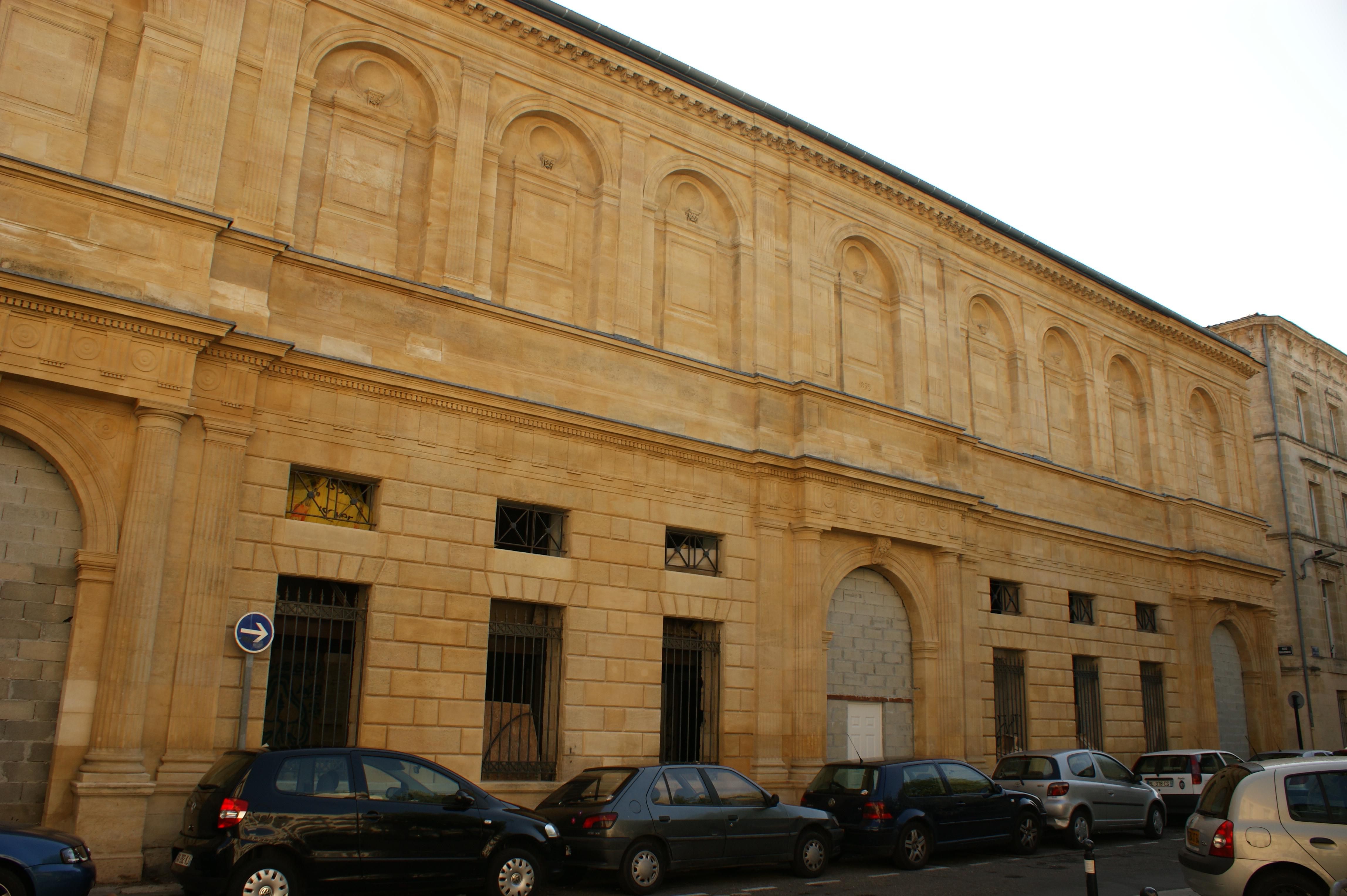
École de médecine et de chirurgie de Bordeaux (1852).
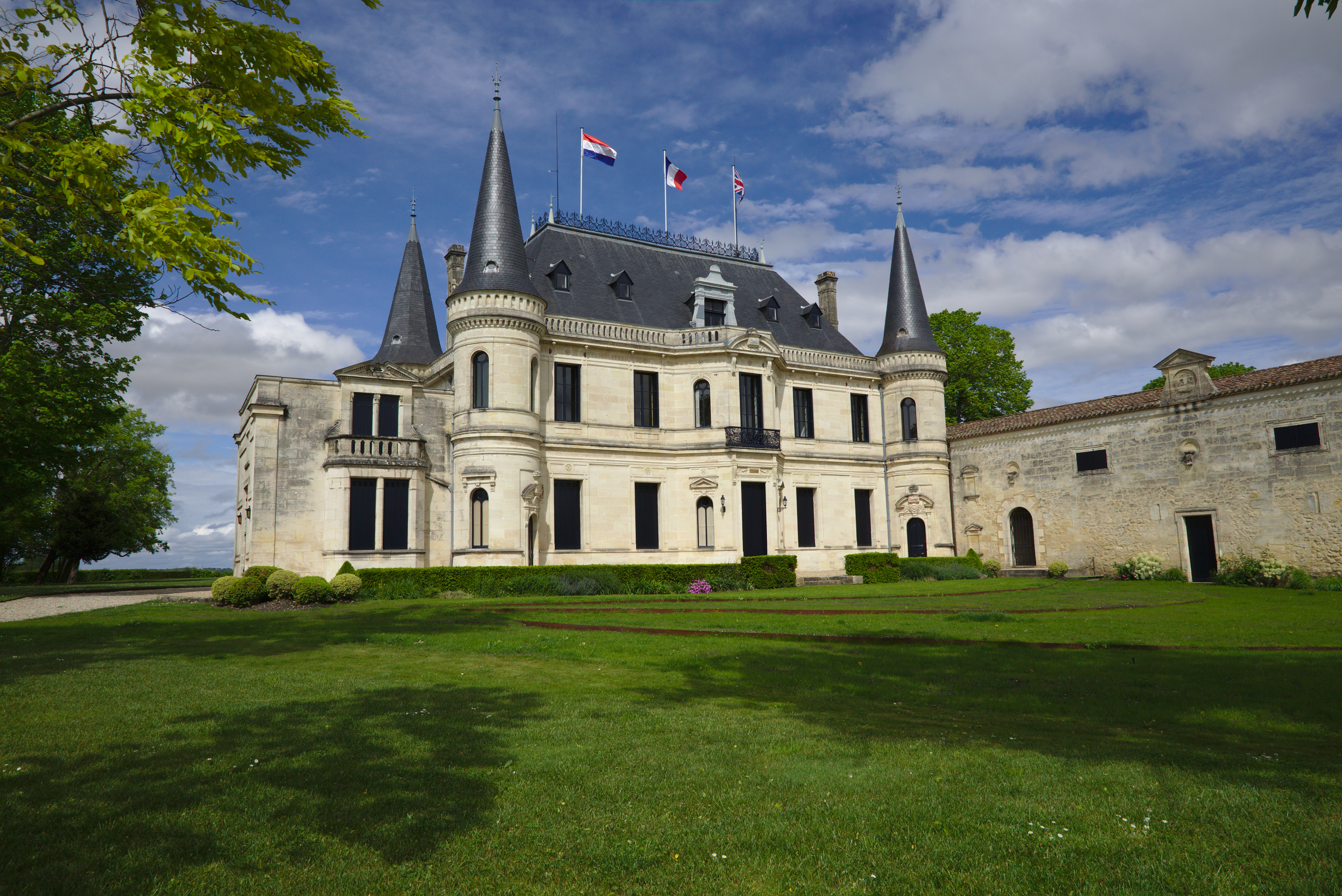
Château Palmer (1856).
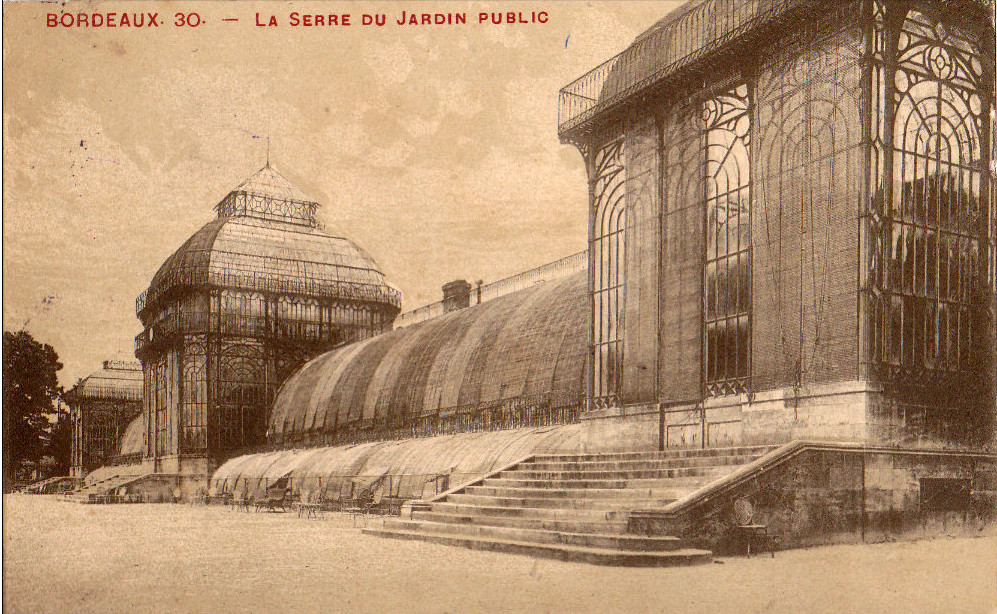
L'ancienne serre du Jardin botanique de Bordeaux (1859).
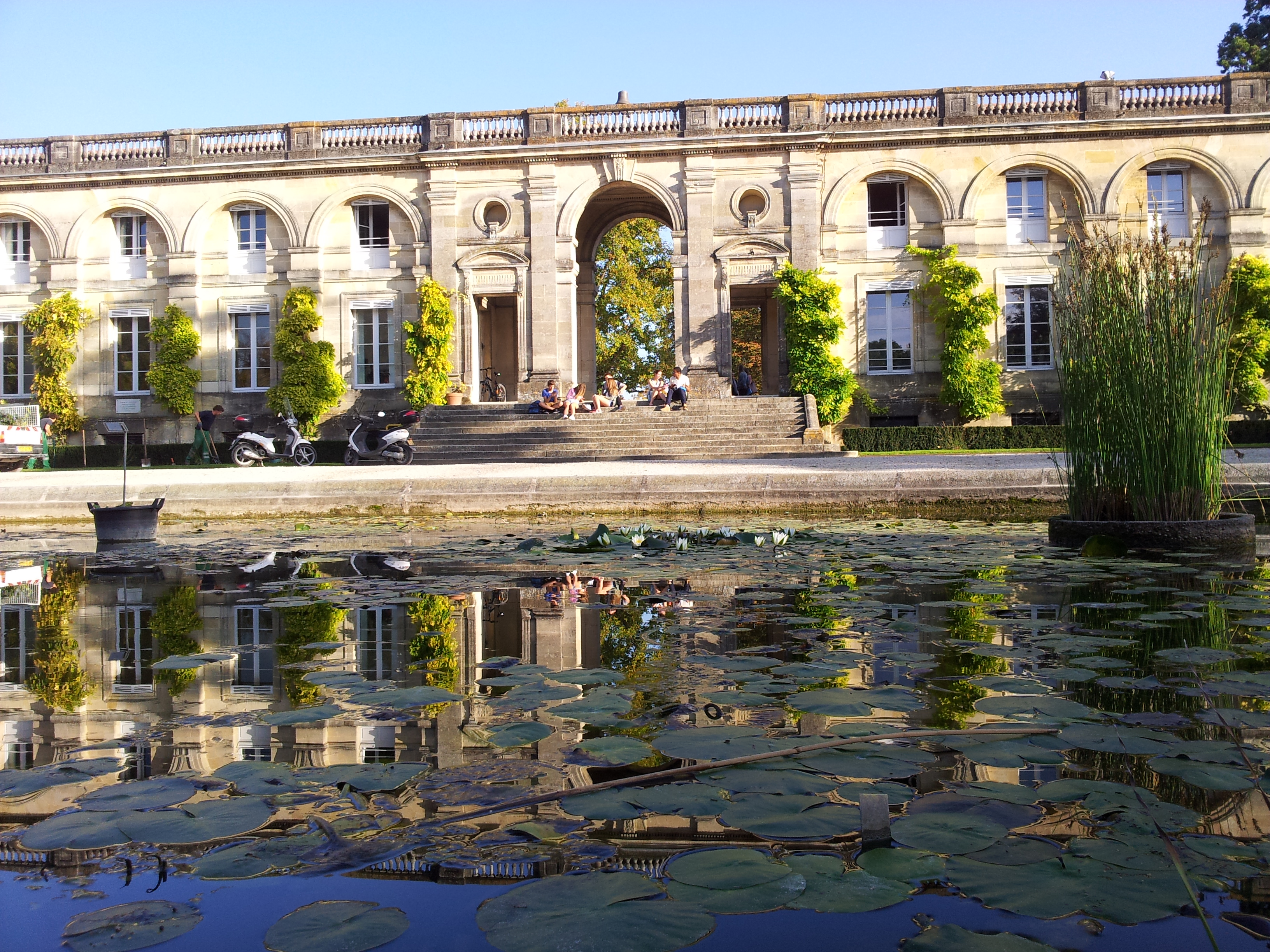
Pavillon de l'ancienne serre.
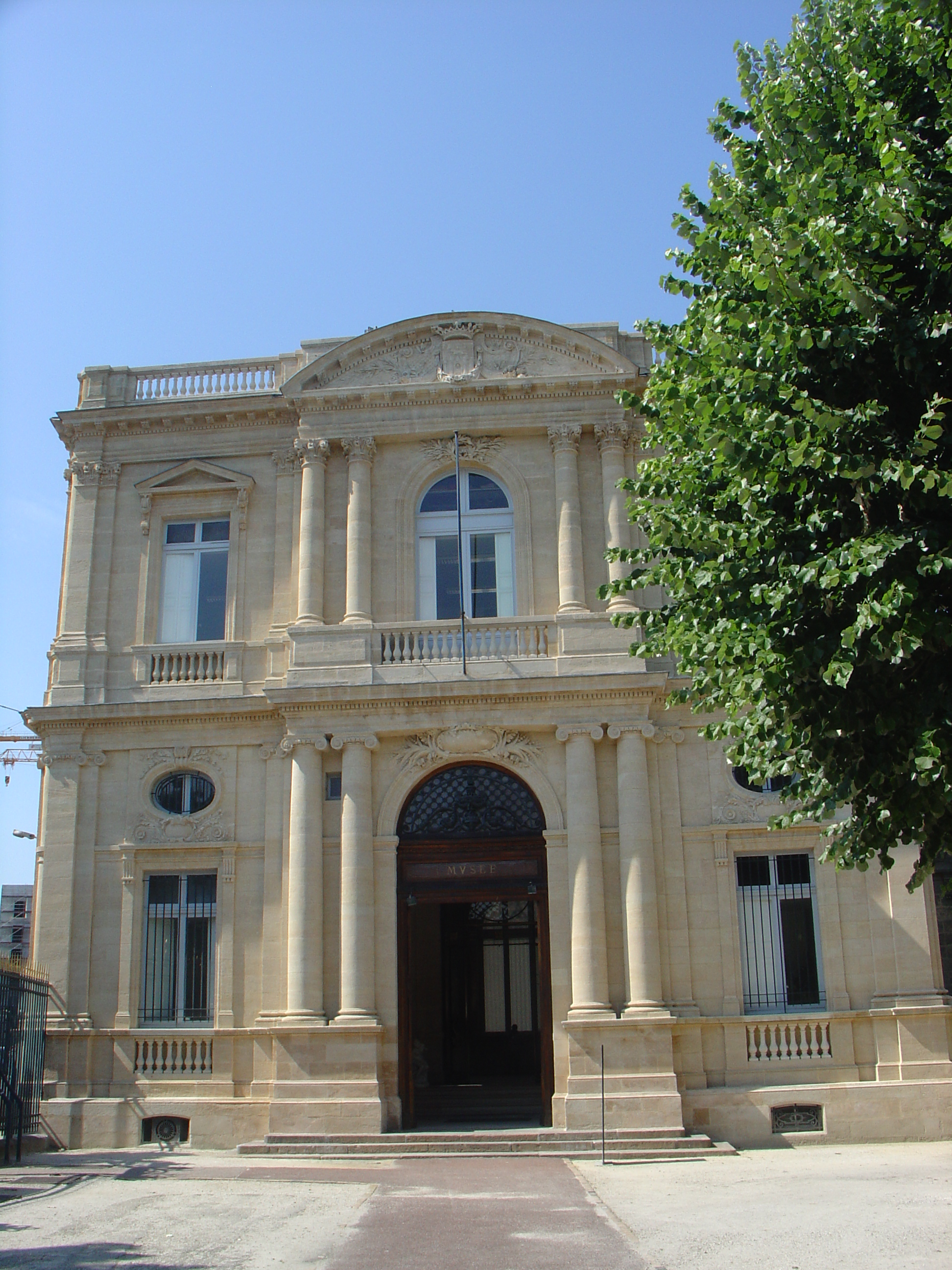
Aile nord du Musée des Beaux-Arts de Bordeaux (1858-1867).
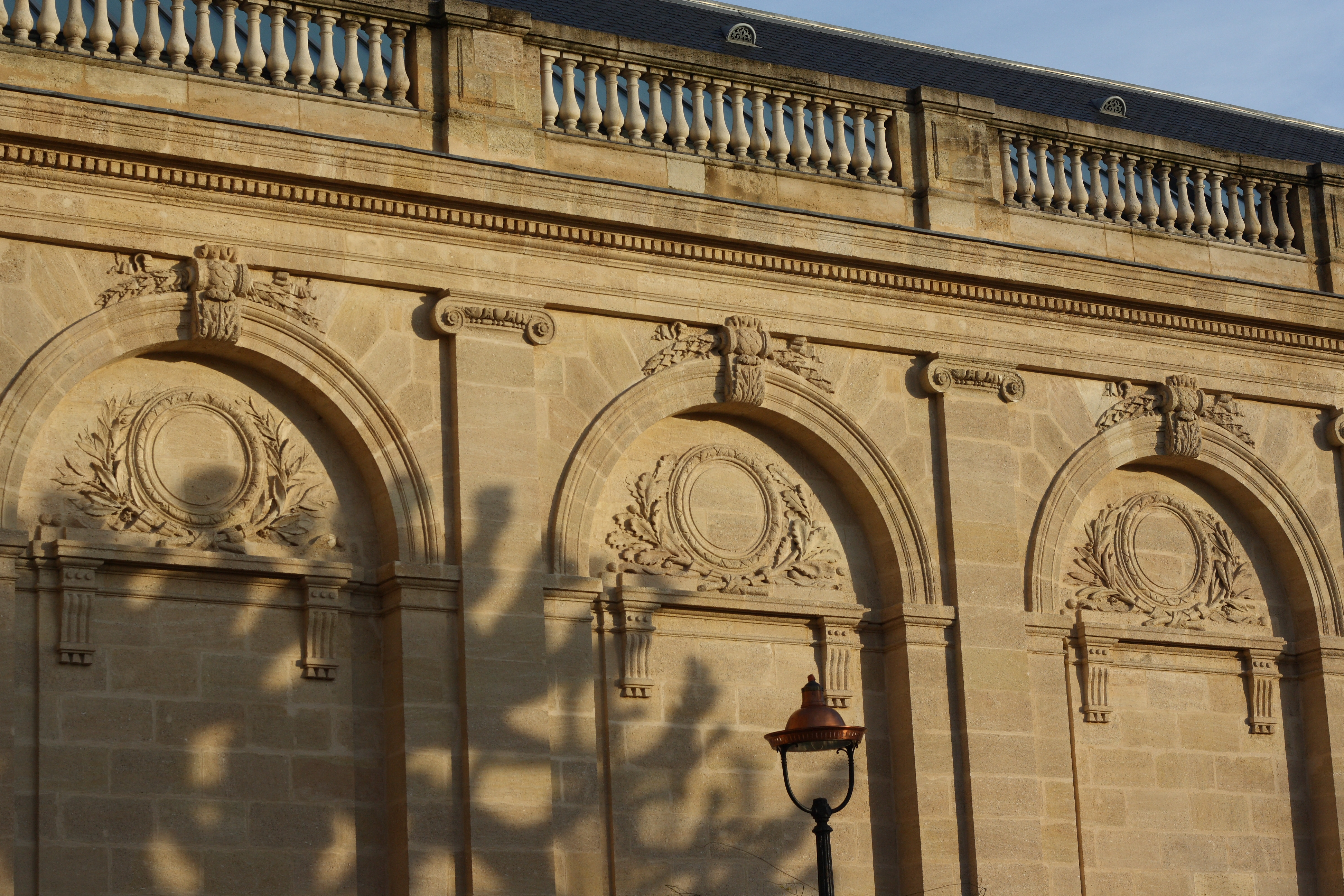
Musée des Beaux-Arts de Bordeaux.
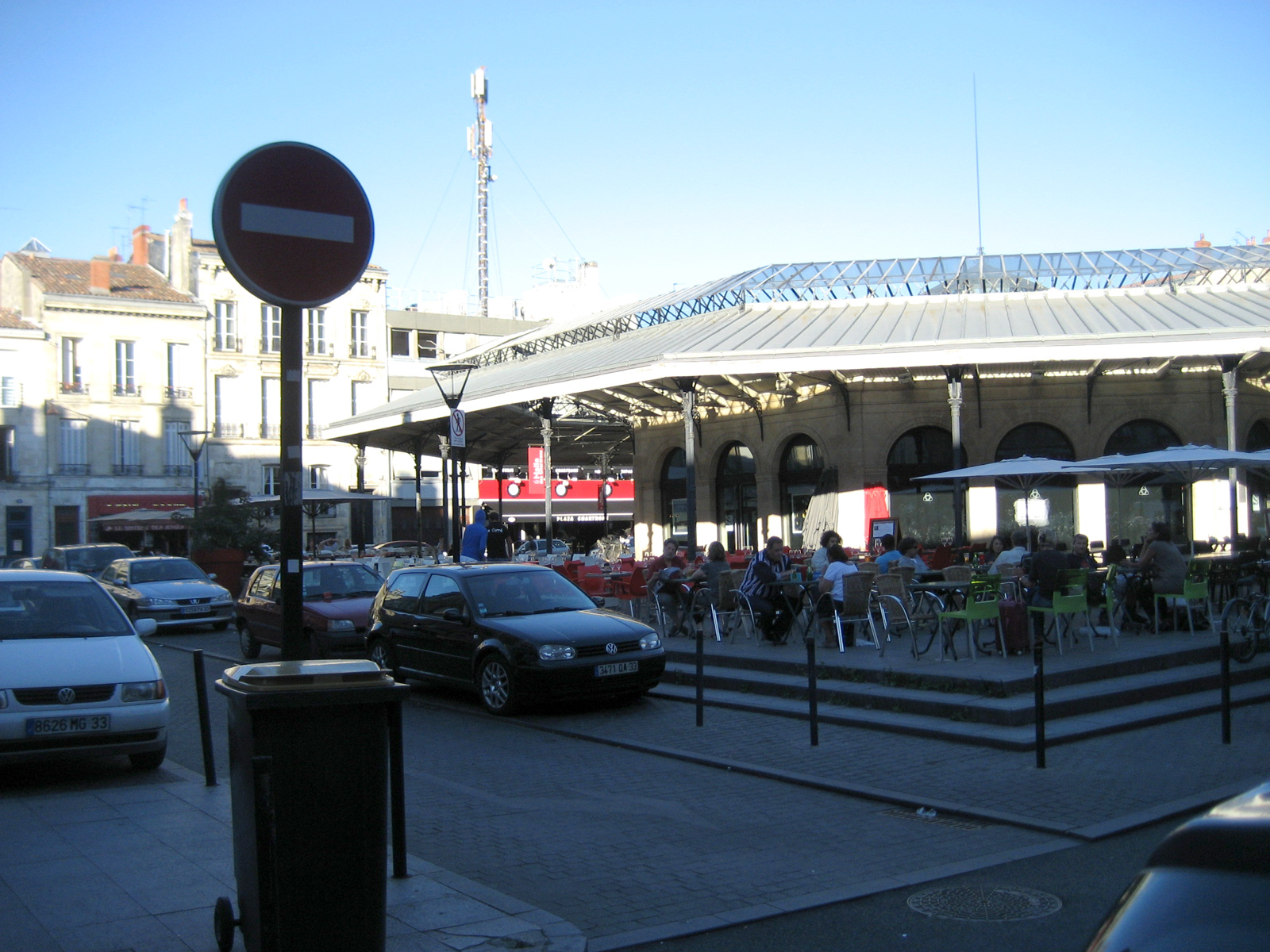
Halle du marché des Chartrons (1869).
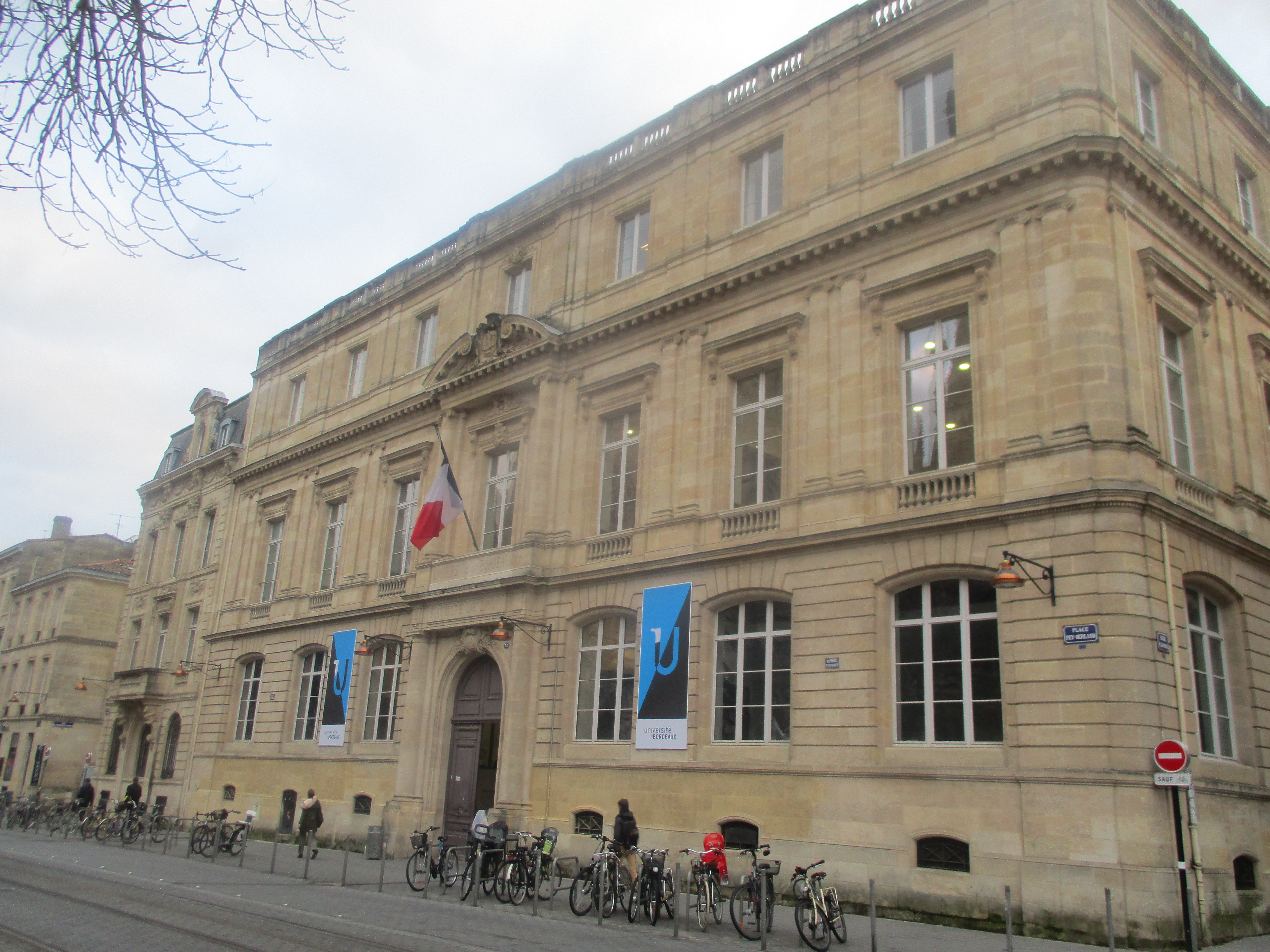
Faculté de droit de Bordeaux (1870).
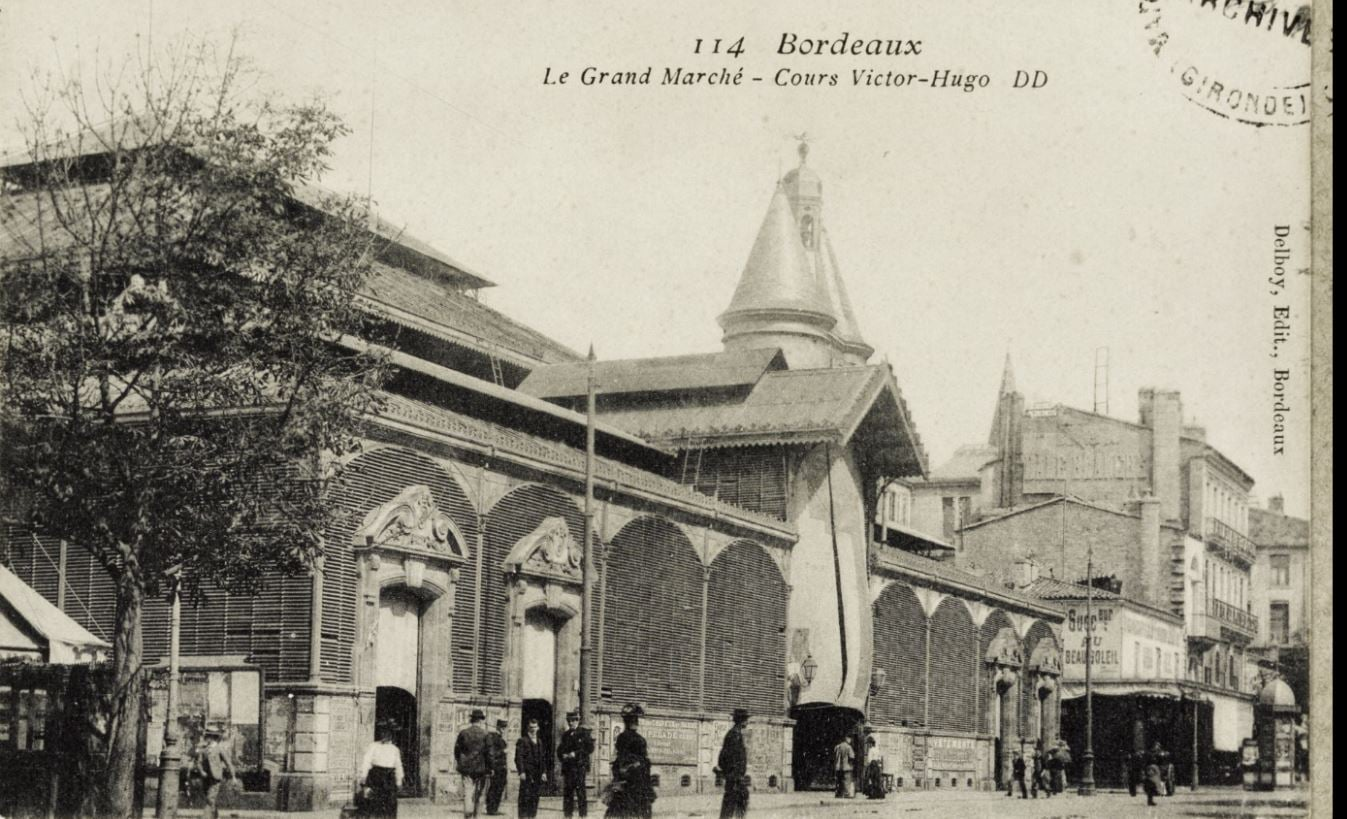
Le Grand Marché de Bordeaux (1875), détruit et devenu le parking Victor Hugo.

## Hommage
Le comédien et réalisateur Charles Léon Levy a changé son patronyme à l'État civil pour prendre celui de « Charles Burguet ».
L'adresse actuelle de l'Hôpital Saint-André CHU de Bordeaux porte le nom de l'oncle de Charles Burguet : 1 rue Jean Burguet, 33000 Bordeaux.